# Massimo Donadi
 (juin 2025).
Si vous disposez d'ouvrages ou d'articles de référence ou si vous connaissez des sites web de qualité traitant du thème abordé ici, merci de compléter l'article en donnant les références utiles à sa vérifiabilité et en les liant à la section « Notes et références ».
Massimo Donadi (né le 11 février 1963 à Venise) est une personnalité politique italienne. Après avoir été un dirigeant de l'Italie des valeurs, dont il a présidé le groupe parlementaire à la Chambre des députés. Il quitte le parti en novembre 2012 pour fonder  le Centre démocrate avec Bruno Tabacci le 28 décembre 2012, en vue des  élections générales de février 2013 où il est élu député.